# الإمبراطور تشيان لونغ
الإمبراطور تشيان لونغ (Qianlong Emperor) (واد-جايلز: (Wade-Giles) الإمبراطور شين لونغ؛ ولد هونغ لى (واد-جايلز: هونغ لي؛ (صينية)؛ لغة المانشو: (Manchu language)؛ ترجمة مولندورف الحرفية: (Möllendorff transliteration) هونغ لي (Qing Dynasty)؛ المولود في 25 من سبتمبر 1711م – 7 من فبراير 1799م) هو الإمبراطور السادس للمانشو-ليد أسرة تشينغ، ورابع إمبراطور من أسرة تشينغ يحكم الصين الداخلية (Qing emperor/Inner China). وهو الابن الرابع للإمبراطور يونغ تشنغ (Yongzheng Emperor)، وتقلد الحكم رسميًا في الفترة من 11 من أكتوبر 1735م وحتى فبراير 1796م. وفي 8 من فبراير، تنحى عن الحكم لابنه، الإمبراطور جيا تشينغ (Jiaqing Emperor) ـــ فعل من أفعال الأبناء حتى لا يسود حكمه لفترة أطول من جده، الإمبراطور كانغ شي (Kangxi Emperor) الشهير. وعلى الرغم من اعتزاله الحكم، إلا أنه ظل محتفظًا بالسلطة المطلقة حتى وفاته في عام 1799م. ورغم أن سنواته الأولى شهدت استمرار حقبة من الازدهار في الصين، إلا أن سنواته الأخيرة حملت في طياتها متاعب في الداخل والخارج أثقلت كاهل إمبراطورية التشينغ (Qing Empire).

## روابط خارجية
- الإمبراطور تشيان لونغ على موقع الموسوعة البريطانية (الإنجليزية)